# Karl Berg
Karl Berg (27. prosince 1908 – 1. září 1997) byl rakouský katolický duchovní a v letech 1973 až 1988 salcburský arcibiskup.

## Život
Berg se narodil 27. prosince 1908 v rakouském Radstadtu. Na kněze byl vysvěcen 29. října 1933. Roku 1972 byl zvolen salcburským arcibiskupem a 9. ledna 1973 papež Pavel VI. tuto volbu potvrdil jeho jmenováním. Tuto funkci zastával až do svého odchodu do důchodu dne 5. září 1988. V letech 1985 až 1988 byl předsedou Rakouské biskupské konference. Zemřel 1. září 1997.
Anti-Wackersdorfův přepracovací závod na Mozartplatzu (Salcburk) je mimo jiné také věnován jemu.
Jeho mottem bylo Uni Trinoque Domino, což se z latiny překládá jako "Jedinému a Trojjedinému Pánu".